# Гарт (газета)
Гарт — всеукраїнська газета. Редакція знаходиться в Чернігові.

## Історія
Газету було засновано 7 червня 1921 року у Чернігові.
Із 1991 року газету очолює Дмитро Іванов.